# María Bárbara Delgado
María Bárbara Delgado (Madrid, ca. 1614-Boadilla del Monte?, 18 de febrer de 1677), de nom religiós María Bárbara de la Concepción, va ser una religiosa carmelita descalça espanyola.
Nascuda el 1611 o 1614, era filla de Felipe Delgado i de María Gabriela i germana de la també religiosa Juliana Delgado.
El 1628 o 1629 va prendre l'hàbit de les carmelites descalces al convent de la Imatge d'Alcalá de Henares, on va ser model d'observança, penitència, silenci i oració. El 1644 és enviada, juntament amb altres germanes, a reformar el convent de Nuestra Señora de las Maravillas de Madrid, fins llavors pertanyent a l'orde de les recol·lectes, on va exercir de mestra de novícies i establí l'orde carmelita descalça.
Després va ser restituïda a Alcalá de Henares, on va ser elegida priora l'1 de setembre de 1669. L'any següent, va liderar amb un grup de monges la fundació d'un nou convent a Boadilla del Monte, sota el patrocini del matrimoni Juan González de Uzqueta, membre del Consell de Castella, i María Vera de la Gasca. Allà ocupà el càrrec de priora durant un any, però hi va renunciar a causa de la seva mala salut, tot i que continuà treballant en l'establiment del convent fins a la seva mort, el 18 de febrer de 1677.